# Ново-Стерлитамакская ТЭЦ
Ново-Стерлитамакская ТЭЦ (также Новостерлитамакская ТЭЦ) — тепловая электростанция (теплоэлектроцентраль), расположенная в пригороде Стерлитамака республики Башкортостан Российской Федерации. Входит в состав ООО «Башкирская генерирующая компания» — дочернего общества ПАО «Интер РАО».
Ново-Стерлитамакская ТЭЦ поставляет электрическую энергию и мощность на оптовый рынок электрической энергии и мощности. Является основным источником тепловой энергии для системы централизованного теплоснабжения города Стерлитамак. Установленная электрическая мощность — 255 МВт, тепловая — 1511,2 Гкал/час.

## История
Строительство станции началось в 1973 году. Первый блок был введён в эксплуатацию в 1977 году. Строительство первой очереди ТЭЦ завершено в 1981 году, станция достигла проектной мощности 255 МВт.
В ходе реформы электроэнергетики России Ново-Стерлитамакская ТЭЦ была выделена из состава Башкирэнерго в ООО «Башкирская генерирующая компания», вошедшее в 2012 году в периметр холдинга Интер РАО.

## Описание
Башкирская энергосистема работает в составе объединенной энергосистемы Урала. Установленная электрическая мощность Ново-Стерлитамакской ТЭЦ на начало 2015 года составляет 255 МВт или 5 % от общей мощности электростанций региона. Выработка электроэнергии в 2014 г. составила 1430,9 млн кВт⋅ч.
Ново-Стерлитамакская ТЭЦ работает в режиме комбинированной выработки электрической и тепловой энергии. Ново-Стерлитамакская и Стерлитамакская ТЭЦ являются двумя основными источниками тепловой энергии для системы централизованного теплоснабжения города Стерлитамак. Установленная тепловая мощность станции — 1511,2 Гкал/ч. В 2014 году отпуск тепловой энергии составил 2027 тыс. Гкал, в том числе 926 тыс. Гкал — пар промышленным потребителям.
Тепловая схема ТЭЦ — с поперечными связями на давление свежего пара 13,0 МПа. Основное оборудование включает:
- шесть энергетических (паровых) котлы типа Е-420-140НГМ единичной производительностью 420 т/ч;
- три турбоагрегата:
  - 2 x ПТ-60-130/13 1977 года ввода в эксплуатацию;
  - ПТ-135/165-130/13 1979 года ввода в эксплуатацию;
- три водогрейных котла ПТВМ-100 суммарной тепловой мощностью 300 Гкал/ч.

В качестве основного топлива используется магистральный природный газ.